# 디와이디 (기업)
디와이디(DYD)는 대한민국의 키스미, 캔메이크, 엘리자베스(현 헤서린), 릴리바이레드 브랜드의 화장품 사업을 하는 대한민국의 기업이다. 과거 한강인터트레이드, MP한강, 자안코스메틱과 디와이대양으로 불리었다.

## 역사
MP한강에서 자안코스메틱으로 사명을 변경한 후
이일준 대양산업개발 회장이 2021년 9월 당시 자안코스메틱의 경영권 지분을 100억원에 취득하고 사명을 디와이디대양, 그리고 다시 디와이디로 변경하였다.

삼부토건 인수를 위해 쓴 차입금(삼부토건 주식을 담보로 상상인증권으로부터 100억원 대출)을 상환하기 위해 상상인증권을 통해 250억원 규모 공모 신주인수권부사채(BW) 발행하였다.

## 같이 보기
- 삼부토건
- 웰바이오텍
- 대양산업개발
- 와이즈퍼시픽홀딩스

## 참고문헌
1. ↑  SK증권 기업 분석 보고서 - MP한강
2. ↑  정경환, MP한강, '자안코스메틱'으로 사명 변경…"글로벌 코스메틱 기업 도약", 뉴스핌, 2021년04월05일
3. ↑  박수현, 'M&A 큰 손' 이일준 회장의 디와이디, 공모시장서 손 벌린 배경 넘버스, 블로터, 2023.12.01
4. ↑  디와이디, CB 상환 위해 BW 발행…이자율은 10%→5%, 박형수, 디와이디, CB 상환 위해 BW 발행…이자율은 10%→5%, 아시아경제, 2023.12.12
5. ↑  박준형, 디와이디 BW 폭탄 떠안는 개미①, 뉴스토마토, 2023.12.06